# El Atabal
El Atabal is thans een buitenwijk van de Zuid-Spaanse stad Málaga (Andalusië). Deze werd aanvankelijk als afzonderlijke nederzetting voor Indische Nederlanders gesticht in de vroege jaren 60 van de 20ste eeuw, op initiatief van de Nederlands-Indische schrijver Tjalie Robinson (pseudoniem van J.J.Th. Boon, 1911-1974). Deze vond de locatie dicht bij de Costa del Sol vanwege het warme klimaat geschikt als woon- of vakantieplek voor mensen in Nederland die oorspronkelijk afkomstig waren uit Indonesië, veelal van gemengde afkomst. Ze verlieten Indonesië nadat het onafhankelijk werd van Nederland in 1949. Onder hen waren velen die moeilijk konden wennen aan het Nederlandse klimaat.

## Geschiedenis

### Vroege ontwikkeling gemeenschap
Het bedrijf Robigo, bestaande uit Tjalie Robinson en de Nederlands-Indische ondernemers John Bish en Han Goofers, legde zich verder toe op de ontwikkeling van de gemeenschap. Rond 1968 woonden er al zo'n 50 gezinnen. De meesten waren Indische Nederlanders van gevorderde leeftijd, maar er waren ook jongere mensen bij, kinderen van ouderen of zij die voor vakantie kwamen. Daarnaast waren er ook gezinnen afkomstig uit Suriname, Aruba, Singapore, Liberia en Nigeria. De straten werden genoemd naar Nederlandse koloniën alsmede Indonesische eilanden. Er werden ca. 175 huisjes gebouwd en ongeveer evenveel Indische Nederlanders en andere gezinnen vestigden zich in die jaren in El Atabal.
Het gemeenschapsleven ontwikkelde zich in die mate dat het een eigen tijdschrift in het Nederlands had, de Atabal-Koerier, dat vanaf 1966 maandelijks verscheen. Ook kende het een eigen sociaal centrum, medisch centrum, protestantse religieuze diensten, bibliotheek en busdienst. Nederlands-Indische culturele gewoonten leefden voort

### Verandering van bevolking
Nadat Tjalie Robinson zijn aandeel in het bedrijf Robigo verkocht werd het aanvankelijke idee van het nabootsen van een Indonesische Kampong geleidelijk verlaten. Ook werden de woningen duurder waardoor de gemeenschap begon te veranderen.
Het tijdschrift Moesson vermeldde in 1978 dat de meeste van de oorspronkelijke Nederlands-Indische bewoners El Atabal inmiddels hadden verlaten. Deze waren veelal teruggekeerd naar Nederland, vaak vanwege de zorgvoorzieningen. Latere Spaanse nieuwkomers in de wijk vormden toen al een meerderheid, hoewel er in dat jaar, 1978, nog een substantiële minderheid was met Nederlandse achternamen. Die nam echter verder af in de jaren 80, met name door de toename van woningbouw en komst van Spanjaarden uit overbevolkte delen van de stad Málaga. Het dorp was inmiddels ook deel geworden van de stad Málaga. Er waren evenwel ook in de late jaren 80 nog enkele Nederlands-Indische bewoners en culturele restanten in El Atabal over.
In het tijdschrift Moesson, in een aflevering verschenen in juli 2012, wordt El Atabal gememoreerd en ook de balans opgemaakt. Van het Nederlands-Indische verleden is qua sfeer hier en daar nog wat merkbaar, zoals in de straatnamen (Calle Sumatra, Calle Java, Calle Suriname e.a.), de relatief uitgebreide tuinen en materiële aspecten. Anderzijds was er in 2012 volgens het tijdschrift nog maar één overgebleven oorspronkelijke Nederlands-Indische bewoonster over, een vrouw van 102 jaar oud.
In 2006 is in El Atabal een monument geplaatst om de Nederlands-Indische oorsprong van de woongemeenschap te gedenken.